# 각오는 됐나, 거기 여자
《각오는 됐나, 거기 여자》(覚悟はいいかそこの女子。)는 일본에서 제작된 이구치 노보루 감독의 2018년 멜로/로맨스 영화이다. 나카가와 타이시 등이 주연으로 출연하였다. 2018년 10월 12일 일본 극장에 개봉되었다.

## 출연

### 주연
- 나카가와 타이시 : 후루야 토와 역
- 카라타 에리카 : 미와 미소노 역

### 조연
- 이토 켄타로 : 니이미 리츠 역
- 카이 쇼마 : 사와다 이치야 역
- 와카바야시 지에이 : 쿠제 류세이 역
- 아라카와 요시요시 : 아라키 아키라 역
- 코이케 텟페이 : 마사키 타카츠구 역
- 미카미 사야
- 나카무라 리호

## 기타
- 원작자: 시이바 나나